# Bindegewebsschwäche
Eine Bindegewebsschwäche ist eine zumeist konstitutionsbedingte Minderwertigkeit der Stützgewebe.
Das Bindegewebe, das aus elastischen und Kollagenfasern besteht, umgibt, stützt und festigt normalerweise wie ein Gerüst jedes Organ des Körpers und verbindet die Strukturen im menschlichen Körper miteinander.

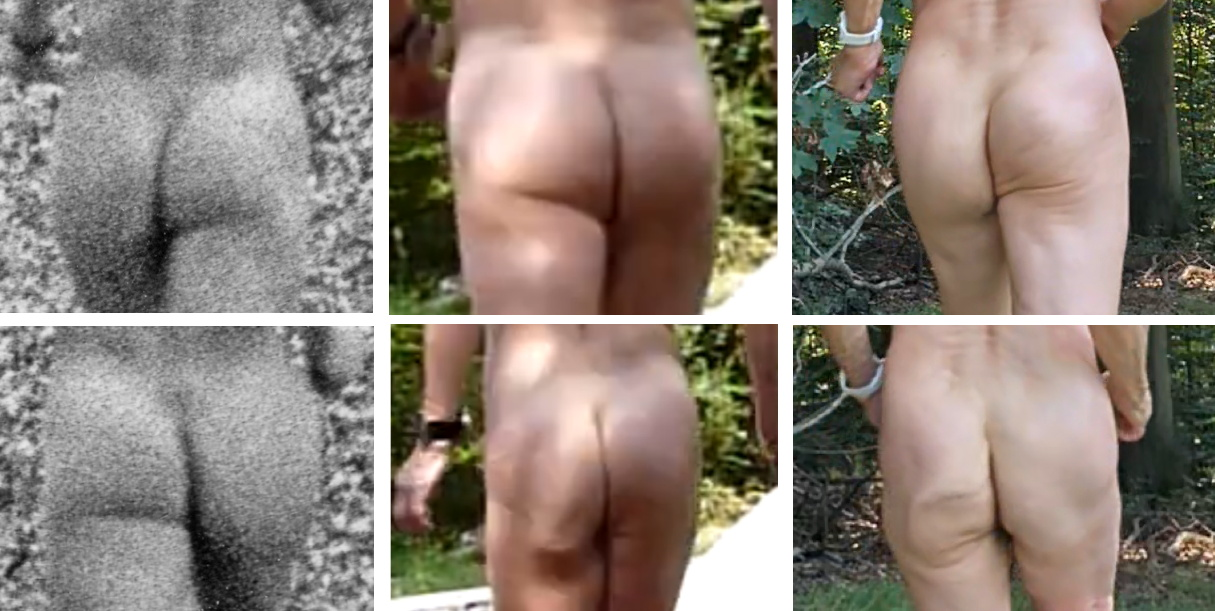
Bindegewebe verliert im Alter an Elastizität

Je weniger straffende Fasern (kollagene Fasern) im Bindegewebe vorhanden sind, umso geringer ist die Gewebespannung. Dies führt dann zur Erschlaffung der äußeren Haut, Blutgefäße können sich erweitern (Krampfadern) und die feste Verankerung einzelner Organe an ihrem eigentlichen Platz kann nachlassen (Senkung von Organen, wie beispielsweise bei einem Scheidenvorfall oder eine Gebärmutterverlagerung sind die häufige Folge).
Zur Bindegewebsschwäche kann es wegen fehlender körperlicher Belastung, aus Altersgründen oder bereits in jungen Jahren durch Veranlagung kommen. Wechselduschen und gezielte gymnastische Übungen können aber zu einer generellen Festigung beitragen.
Gegen sich weiter ausdehnende Krampfadern haben zum Beispiel Nordic Walking, Jogging und Schwimmen eine positive Wirkung, da das umliegende Binde- und Muskelgewebe gestärkt wird und so die Venen stützen kann. Auch maßvolles Krafttraining unter Anleitung kann bei Bindegewebsschwäche unterstützend wirken.
Eine ausgewogene, vitamin- und mineralstoffreiche Ernährung und der weitgehende Verzicht auf Alkohol helfen unter anderem. Dies kann vor allem bei ausgeprägter Bindegewebsschwäche und damit einhergehendem, vorzeitigem Knorpelabbau und daraus resultierenden entzündlichen Gelenkerkrankungen positiv wirken. Durch maßvolle körperliche Betätigung unter Anleitung kann auch eine gewisse Knorpelregeneration erzielt werden.